# دينت دي موركليس
دينت دي موركليس (بالإنجليزية: Dent de Morcles)‏ هو أحد جبال سلسلة جبال الألب البرنية ويقع في كانتون فاليز/كانتون فود في سويسرا. يحتل المرتبة رقم 218 في قائمة جبال سويسرا من حيث الارتفاع، إذ يبلغ ارتفاعه حوالي 2969 متر، بينما يبلغ ارتفاع نتوء الجبل 465 متر، هذا وقد سجل أول وصول لقمة الجبل عام 1787.